# Amastus bipartitus
Amastus bipartitus là một loài bướm đêm thuộc phân họ Arctiinae, họ Erebidae.